# Restaurant Lumskebugten
Restaurant Lumskebugten er en dansk restaurant for enden af Esplanaden ved Nordre Toldbod i København. Den blev etableret i 1854 som en sømandsknejpe. Restauranten har siden 2011 været ejet af kokken Erwin Lauterbach.

## Historie
Lumskebugten ligger tæt ved kajen til Københavns Havn og blev hurtigt et sted for søfolk og kunstnere. Senere blev det en etableret frokostrestaurant.
Michael Hedegaard Lyng tidligere NKT-direktør og Henrik Walbom har fra august 2022 overtaget Restaurant Lumskebugten efter Erwin Lauterbach.[kilde mangler]

### 2011–juli 2022
I 2011 købte kokken og ejeren af Restaurant Saison, Erwin Lauterbach, Restaurant Lumskebugten på Esplanaden. Den blev renoveret under arkitekt Povl Barfods ledelse og genåbnede i juni 2011. Erwin Lauterbach lukkede Saison i Hellerup i juli 2012.
Erwin Lauterbach kom på Lumskebugten for første gang til at arbejde sammen med en smørrebrødsjomfru, da restauranten altid har serveret smørrebrød til frokost.
En bog på ca. 100 sider om Lumskebugtens historie udkom i 2015, fordi personalet ofte fik spørgsmål om navnets oprindelse og stedets historie. Derfor udgav Lauterbach Lumskebugten - lumsk siden 1854 med tekst af Søren Parup med illustrationer af Lars Andersen.
Erwin Lauterbach solgte Restaurant Lumskebugten i juli 2022 og fortsætter sit virke i Saison Food.